# Аллегрова, Ирина Александровна
Ири́на Алекса́ндровна Алле́грова (род. 20 января 1952, Ростов-на-Дону) — советская и российская эстрадная певица, актриса; народная артистка Российской Федерации (2010).
Известна также как «Императрица» российской эстрады.
Наиболее известные шлягеры в её исполнении — «Странник», «Угонщица», «Императрица», «Бабы-стервы» и «Я тебе не верю» в дуэте с Григорием Лепсом.

## Биография

### Ранние годы
Родилась 20 января 1952 года в Ростове-на-Дону, в семье театрального режиссёра, актёра, заслуженного артиста Азербайджанской ССР и РСФСР, армянина по происхождению Александра Григорьевича Саркисова-Аллегрова (1915—1994), который в юные годы официально поменял свою настоящую фамилию Саркисов на Аллегров; псевдоним Аллегров происходит от музыкального термина «аллегро» (от итал. allegro — «резвый, весёлый»). Мать, Серафима Михайловна Сосновская (1923—2012) — актриса и певица.
Первые годы жизни провела в Ростове-на-Дону.
В 1961 году семья переезжает в Баку. Родители работают в Бакинском театре музыкальной комедии. У них дома бывали Мстислав Ростропович, Галина Вишневская, Арам Хачатурян, Муслим Магомаев, Татьяна Шмыга и другие. По приезде в Баку Аллегрова окончила второй класс общеобразовательной школы и первый класс музыкальной школы, сыграв на вступительных экзаменах произведение Иоганна Себастьяна Баха. Её берут сразу в третий класс Центральной музыкальной школы (ЦМШ) при Бакинской консерватории по классу фортепиано (специальность — пианист-концертмейстер), которую она окончила, сыграв на выпускном экзамене Второй концерт Рахманинова. Параллельно с музыкальной школой она посещает балетный кружок, рисует эскизы одежды.
В 1969 году оканчивает школу, но из-за болезни пропускает вступительные экзамены в Бакинскую консерваторию на исполнительский факультет.

### Начало творческой деятельности
В 1970 году Ирина Аллегрова начала работать в Ереванском оркестре под управлением Константина Орбеляна.
В 1971 году Ирина вышла замуж за бакинского баскетболиста Георгия Таирова. В 1972 году родилась дочь Лала, а через полгода после рождения дочери Ирина развелась с мужем.
В 1970-х и 1980-х годах Аллегрова выступала в различных музыкальных коллективах, с которыми она ездила по Советскому Союзу.
В 1975 году Аллегрова пробует поступить в ГИТИС, но не проходит в третьем туре. Давала частные уроки музыки и работала концертмейстером в хореографическом училище.
В 1976 году Аллегрова принята в оркестр под управлением Леонида Утёсова. Затем работает солисткой в ансамбле «Вдохновение» при Москонцерте.
В 1977 году Ирина становится солисткой ансамбля «Молодые голоса» при тамбовской филармонии, в составе которого становится лауреатом II-го Всесоюзного конкурса песни «Сочи-1978». В 1979 году ансамбль распадается на два: «Факел» и «Круиз».
С 1979 по 1981 год Аллегрова работает в ВИА «Факел». В этом коллективе пианистом-аккомпаниатором работал Игорь Крутой.
В 1982 году у Аллегровой проходят гастроли в составе музыкального театра Маргариты Тереховой вместе с Игорем Тальковым и Людмилой Сенчиной. Впоследствии Ирина Аллегрова и Игорь Тальков примут участие в постановке музыкально-поэтической композиции-мюзикла Теодора Драйзера «Сестра Керри» на музыку Раймонда Паулса в музыкальном театре Маргариты Тереховой.
В 1983—1984 годах Аллегрова работает в варьете ресторанов и гостиниц. В этот же период она знакомится с молодым продюсером Владимиром Дубовицким, который приводит Ирину Аллегрову на прослушивание к композитору Оскару Фельцману.
В 1985 году Фельцман пишет песню «Голос ребёнка», с ней Аллегрова дебютирует на творческом вечере композитора и впервые появляется на песенном фестивале «Песня-85». Ирина становится солисткой ансамбля «Огни Москвы», художественным руководителем которого стал Фельцман.
Аллегрова поёт в бэк-вокале, между отделениями сольно исполняет песни. В 1985 году выходит диск-гигант, на котором впервые записаны сольные песни Аллегровой («Песочные часы», «Я — любовь» и «Голос ребёнка»). Вскоре О. Фельцману стало тяжело ездить с коллективом на гастроли, и он передаёт группу Давиду Тухманову. Образовалась рок-группа «Электроклуб», первыми солистами которой были Ирина Аллегрова, Игорь Тальков и Раиса Саед-Шах. Группа исполняет песни Д. Тухманова и дебютирует на фестивале «Песня-86» с композицией «Старое зеркало». Самой известной песней первого состава стала композиция «Чистые пруды».
В начале 1987 года коллектив принимает участие в конкурсе «Золотой камертон» с песней «Три письма» и становится лауреатом — это стало первым успехом на профессиональной сцене. Выходит первый диск группы с 8 песнями. В этом году Ирина записывает несколько песен для художественных фильмов: «Время летать» (песня «Мальчик-облако») и «Следствие ведут ЗнаТоКи» (романс «Напрасные слова»).
В конце 1987 года Тальков покидает «Электроклуб». С уходом Талькова в коллектив приходят музыканты группы «Форум» вместе с Виктором Салтыковым, и группа становится известной как «Электроклуб-2». Группа принимает участие в съёмке программы «Встреча друзей, или Фейерверк-1» Аллы Пугачёвой.
В 1989 году на фирме грамзаписи «Мелодия» выходит второй диск группы «Электроклуб-2» с 9 песнями Давида Тухманова, 3 из которых были исполнены Ириной Аллегровой. В конце года певица принимает участие в фестивале «Песня-89» с песней «Игрушка» и в «Рождественских встречах» Аллы Пугачёвой (песня «Синяя роза»).
В начале 1990 года Аллегрова развелась с Владимиром Дубовицким и покинула «Электроклуб-2», по словам певицы, «держа в руках как флаг будущий хит Игоря Николаева „Странник“». Также из группы ушли директор, звукорежиссёр Лазарь Анастасиади и барабанщик. Менее чем через год Ирина Аллегрова названа по итогам зрительского голосования хит-парада «Звуковой дорожки» лучшей певицей года.

### Сольная карьера

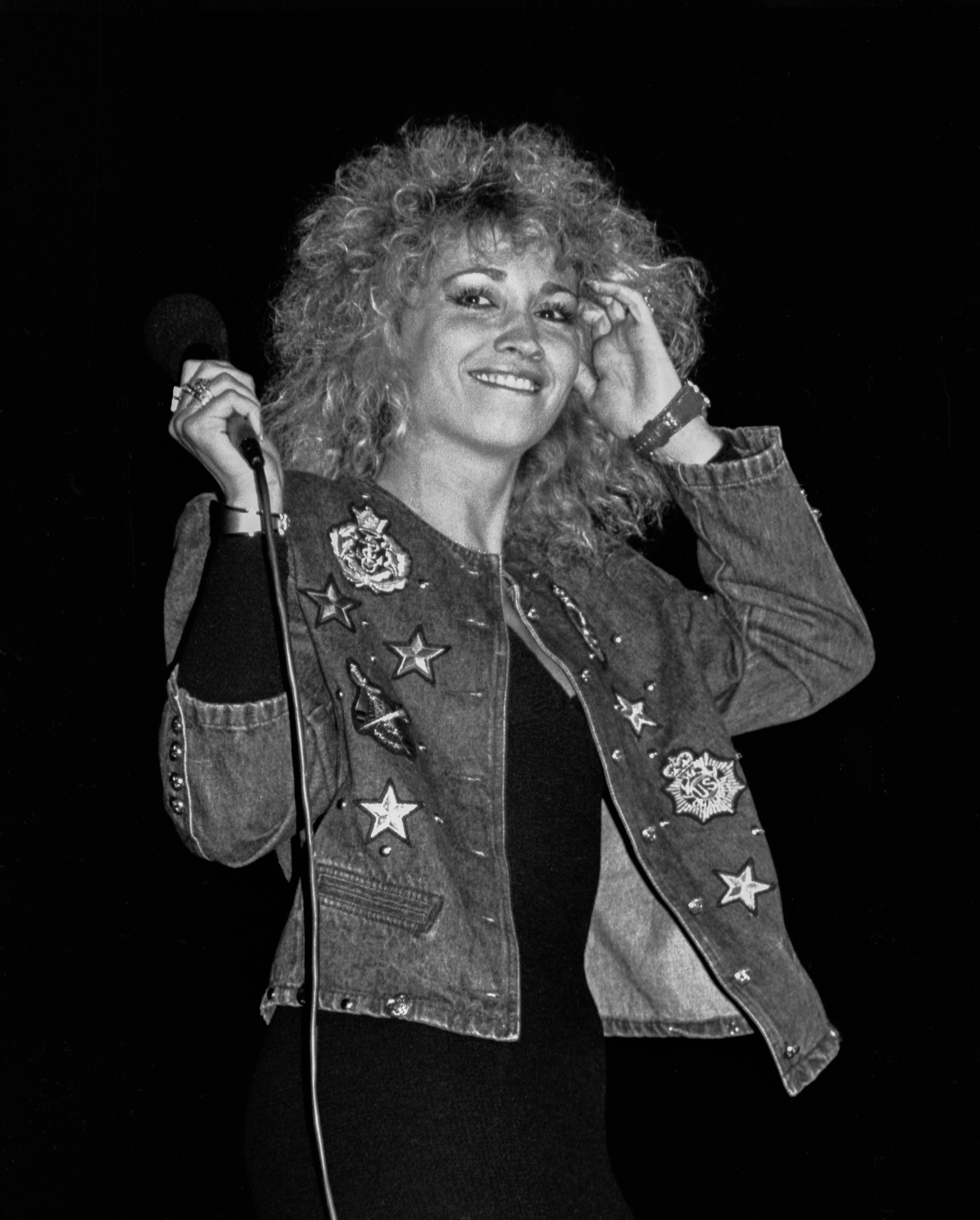
Ирина Аллегрова в начале сольной карьеры, Москва, 1990 год, автор фото: Лев Медведев

В 1990 году певица покинула группу «Электроклуб». Своей песней-флагманом Ирина Аллегрова считает «Странника» Игоря Николаева (лауреат Песни-91). В репертуаре Ирины Аллегровой появляются «Фотография», «Не было печали», «Не улетай, любовь!», «Верьте в любовь, девчонки» и др. В этом же году Ирина начинает регулярно появляться на телевидении и гастролировать с сольной программой. Песня «Фотография» сильно похожа на «Happy Nation» шведской поп-группы Ace of Base; представители певицы обвиняли группу в плагиате, причём Ace of Base узнали об этой истории лишь по приезде в Россию в 1998 году.
Сначала продюсерскими делами певица занимается сама, позже берёт в помощь директора Хизри Байтазиева. Песня «Странник» попадает в финал «Песня-1991». Наряду с циклом песен И. Николаева в репертуаре Ирины появляются песни Виктора Чайки «Транзит» и «Бабник».
В 1992 году певица дала 5 концертов за 3 дня в СК «Олимпийском». В этом же году выходит клип на песню «Суженый мой» с участием Александра Домогарова. Аллегрова выпускает свой первый диск-гигант и магнитоальбом «Странник мой».
В 1993 снят клип «Транзит». С 3 по 7 ноября Ирина проводит в ГЦКЗ «Россия» сольные концерты. Певица становится участницей на крупных мероприятиях: «Славянский базар», «Песня года», «Утренняя почта», «50/50» и др. и записывает новые песни: «Привет, Андрей!», «Свечка-свеча», «Миражи» (дуэт с Игорем Николаевым), «Над пропастью во ржи», «Золото любви», «Ключи» и др.
В 1994 году выходит первый компакт-диск Аллегровой «Суженый мой». В этом году Ирина Аллегрова названа хит-парадом «Звуковой дорожки» лучшей певицей года в 1990—1993 годах; получает премию «Овация» в номинации «Лучшая поп-певица 1992/1993». Налаживается и личная жизнь певицы — становится известно о романе Ирины с танцором её коллектива Игорем Капустой, брак с которым продлился 6 лет. В этом году умирает отец Ирины. Певица прерывает гастрольную деятельность. Возвращение ознаменовано выходом на экраны клипа на стихи Марины Цветаевой «Я тебя отвоюю». Она говорит в интервью: «Певицей себя не считаю. Мне намного приятней, когда меня называют актрисой». По словам Аллегровой, у неё всегда было желание не «просто петь» («Просто петь мне неинтересно»), а совмещать эстраду с театром.
В конце 1994 года певица выпускает свой второй диск «Угонщица». В Кремлёвском дворце съездов проходят концерты под названием «Императрица», первое отделение которого состояло из старых хитов, а второе — из новых песен («Императрица», «Безответная любовь», «Угонщица» и др).
Экранизирован клип на скандальную песню «Войди в меня». Режиссёром клипа стал Тигран Кеосаян, который снял для Ирины ещё несколько клипов («Я тебя отвоюю», «Транзит», «Занавес»).
С 1996 года у И. Аллегровой началось сотрудничество с Игорем Крутым. Представлена программа «Я тучи разведу руками», которая прошла в ГЦКЗ «Россия» в течение 6 дней. К концертам был выпущен диск с одноимённым названием. Сняты клипы на песни из нового альбома — «Я тучи разведу руками» и «Ладони»; съёмка в фильме «Старые песни о главном 2», где Ирина исполнила песню Оскара Фельцмана «Белый свет»; участие в фестивале «Славянский базар», в фестивале «Голос Азии» в Алма-Ате и «Песня года» в Москве.
Певица принимала участие в творческих вечерах И. Крутого, записала песни на музыку композитора для второго совместного альбома «Незаконченный роман», сняты 2 клипа — «Не опоздай» и «Монолог».
В 1997 году певица выпустила альбом «Императрица».
В начале 1998 года И. Аллегрова и И. Крутой представили программу «Незаконченный роман». К концертам был выпущен одноимённый альбом. Проведены гастроли по городам России и США, также певица участвовала в творческом вечере И. Крутого на заложении именной звезды у ГЦКЗ «Россия».
В 1999 году И. Аллегрова приняла участие в творческих вечерах И. Крутого и представили новую совместную программу «Столик на двоих». Ирина выпустила альбом из 15 композиций «Театр …». После 10-летнего перерыва И. Аллегрова приняла участие в «Рождественских встречах» Аллы Пугачёвой.
В октябре 2000 года Ирина Аллегрова представила концертную программу «Бенефис 2000».
В 2001 году вышел альбом «Всё сначала».
Выходят 2 клипа на песни «Без вины виновата я» и «Всё нормально». На «Песню года» певица представляет песню «Аккордеон» (музыка А. Укупника, слова Сергея Соколкина).
В 2002 году с композитором, поэтом, режиссёром-постановщиком Алексеем Гарнизовым создана шоу-программа «По лезвию любви». В программу вошло 20 песен. На «Песню года» попадает песня «Долюби любовь» (музыка Юлианы Донской, слова Сергея Соколкина).
30 октября 2002 года Ирине Аллегровой присвоено звание «Заслуженный артист Российской Федерации».
В 2003 году Ирина Аллегрова представляет программу «Мы вдвоём» из цикла-трилогии «По лезвию любви». В ноябре состоялась премьера программы «Салют, любовь!».
В 2004 году на церемонии вручения третьей ежегодной премии «Шансон года» И. Аллегрова получила приз «Золотая струна» за лучший дуэт года «Новогодние сны» с Михаилом Шуфутинским.
В октябре 2004 выходит в свет совместный альбом с Михаилом Шуфутинским «Пополам».
Осенью 2005 года вышел альбом «С днём рождения!», на котором были собраны 12 композиций Алексея Гарнизова и Евгения Муравьёва.
В 2006 году возобновлено сотрудничество с композитором Виктором Чайкой. В феврале состоялась премьера песни В. Чайки «Померещилось».
В марте 2006 года Ирина Аллегрова приняла участие в юбилейном концерте, посвящённом 85-летию Оскара Фельцмана, и исполнила 2 песни: «За тех, кто рядом» и «Маэстро» (муз. Юлианна Донская, ст. Сергей Соколкин).
Весной 2006 года записаны новые песни Виктора Чайки «Прощай», «Ладно», «Ангел» и другие.
2007 год — в день рождения певицы на Первом канале был показан документальный фильм «Шальная звезда Ирины Аллегровой».
9 и 10 февраля в Государственном Кремлёвском дворце прошла премьера сольной программы Ирины Аллегровой «Из прошлого в будущее…».
В марте состоялись съёмки клипа Ирины Аллегровой и Григория Лепса на песню Виктора Дробыша «Я тебе не верю».
25 октября 2007 года выходит новый альбом Ирины Аллегровой «Аллегрова 2007», в который вошло 14 композиций.
В декабре Ирина Аллегрова и Григорий Лепс стали лауреатами XII ежегодной национальной премии «Золотой граммофон» и фестиваля «Песня-2007» с дуэтной песней «Я тебе не верю».
Весной И. Аллегрова принимает участие в ряде мероприятий: юбилейный концерт Ильи Резника; Третья ежегодная национальная премия в области армянского шоу-бизнеса «Ташир-2008»; в июле участвовала в творческом вечере Игоря Николаева и приняла участие в закрытии фестиваля «Новая волна-2008».
На церемонии вручения музыкальной премии МУЗ-ТВ дуэт И. Аллегровой и Г. Лепса «Я тебе не верю» побеждает в номинации «Лучший дуэт года».
В августе И. Аллегрова принимает участие в закрытии конкурса молодых исполнителей «Пять звёзд» с телепремьерой на песню «Оправданий нет».
13 декабря И. Аллегрова — участник 10-й музыкальной церемонии награждения премии Armenian Music Awards 2009 (Лос-Анджелес, театр Nokia). Гостям была представлена премьера — песня «Жди меня, Армения».
«Мой путь. „Аллегровский период“»
15 января 2010 года Президент России Дмитрий Медведев подписал Указ о присвоении почётного звания «Народный артист Российской Федерации» Ирине Аллегровой «за большие заслуги в области искусства»
5 марта в Москве, в спорткомплексе «Олимпийский» прошла премьера шоу-программы, которую посмотрели 16 000 зрителей. Программа была посвящена, по словам певицы, «Её Величеству Женщине». Для зрителей этих концертов был выпущен сборник новых песен, не поступивший в свободную продажу. Телеверсия этого концерта была показана 8 марта на канале НТВ.
7 марта премьера программы состоялась в Санкт-Петербурге в «Ледовом дворце».
15 апреля И. Аллегрова на фестивале «Звуковая дорожка» была удостоена приза «За постоянство и непредсказуемость». 18 апреля И. Аллегрова присутствует на фестивале «Ташир» в ГКД и исполняет одну из новых песен «Жди меня, Армения».
6 ноября И. Аллегрова присутствует в Киеве в качестве члена жюри в программе «Народная звезда», транслировавшейся в прямом эфире. В ноябре у певицы продолжение гастрольного тура по городам России и Армении.
2011 год
4 и 5 марта в Государственном кремлёвском дворце состоялись праздничные сольные концерты И. Аллегровой и премьера обновлённой программы «Не обернусь».
И. Аллегрова — участник фестиваля «Песня года» («Ты не такой»).
2012 год
За 2012 год у певицы состоялось более 60 сольных концертов. 7 марта в Москве в СК «Олимпийский» при аншлаге прошла премьера новой программы, которую посмотрели 17 тыс. зрителей; через день, 9 марта, состоялась премьера программы в Санкт-Петербурге в Ледовом дворце.
11 и 12 июля И. Аллегрова приняла участие в мероприятиях в рамках Международного фестиваля «Славянский базар»: певица выступила с сольным концертом и участвовала в церемонии открытия фестиваля. 28 и 29 июля И. Аллегрова — участник «Новой волны» (в день премьер прозвучала песня «Наводнение», на закрытии фестиваля — «Пролог»).
2013 год
Продолжение гастрольного тура с обновлённой программой, которая была представлена на традиционных праздничных концертах 9 марта в Ледовом дворце в Санкт-Петербурге и 16 и 17 марта в Киеве в Национальном дворце искусств «Украина», в феврале—апреле — гастроли в рамках прощального тура по городам России и США.
5 ноября 2013 году состоялась премьера клипа на песню «Шайбу-шайбу!», в съёмках которого приняли участие Ирина Аллегрова и звёзды хоккея — Евгений Малкин, Борис Михайлов, Владимир Петров, Павел Буре, Борис Майоров, Александр Якушев, Владислав Третьяк, Вячеслав Фетисов, Алексей Яшин, Дмитрий Юшкевич, Александр Овечкин, Николай Кулёмин, Александр Радулов, Илья Никулин и Илья Ковальчук. Авторы песни: музыка — Иван Баграмов, слова — Мария Ерёмина; авторы ролика — Иван Баграмов и Хуан Ларра.
«Перезагрузка. Перерождение»
2015 год
Январь — март. 7—8 января И. Аллегрова — участник "Рождества на «Роза Хутор»; 8—9 июля И. Аллегрова участвует в фестивале «Славянский базар» в Витебске: в рамках фестиваля представлен сольный концерт, на торжественном открытии фестиваля — песни «Любовь — жадная дура» и премьеру «Время — деньги».
10 октября — телепремьера песни «Ключи от рая» на Дне премьер, 11 октября — премьера песни «Жить и любить» на Закрытии «Новой волны».
2016 год
Январь — февраль. 7—8 января И. Аллегрова — участник музыкального фестиваля «Рождество на „Роза Хутор“». В канун 14 февраля состоялся первый в творческой деятельности певицы релиз цифрового сольного номерного альбома, получивший название «Перезагрузка». 26 февраля И. Аллегрова участвует в юбилейном концерте Р. Паулса.
С 5 по 9 сентября — участник фестиваля «Новая волна» в Сочи, где представляет 4 песни, две из которых премьерные (сольная «Зрелая любовь» и дуэтная — «Кино о любви» (с IVAN). 29 сентября состоялся цифровой релиз сингла «Кино о любви». 15 сентября И. Аллегрова даёт в Ледовом дворце в Санкт-Петербурге бесплатный благотворительный сольный концерт ко Дню пожилого человека. 9 октября — участник концерта Н. Баскова в Кремле с премьерой дуэтной версии песни «Цветы без повода»; 16 октября представляет 3 дуэтных песни на юбилейном творческом вечере В. Дробыша «Будут все».
2017 год
7 февраля И. Аллегрова принимает участие в съёмках программы «Субботний вечер» с премьерами песен. 7 марта певица представляет премьеру юбилейной программы «Моно» широкой публике в Ледовом дворце в Санкт-Петербурге и 11 марта в Москве в СК «Олимпийский» с премьерами песен («Моно», «Медаль за мужество», «Семья», «Дай Бог, не последний раз», «Изменяла» и др), хиты в новых версиях, а также дуэты с гостями. Февраль-март — гастрольный тур по городам России с премьерой программы.
С 8 по 14 сентября певица участвует в фестивале «Новая волна» в Сочи, где представляет публике новые песни, в числе которых состоялись премьеры: «На курортах», экспериментальная «Лови», дуэт с Г. Лепсом «Лебединая».

## Семья
Дед по отцу — Григорий Минаевич Саркисов, музыкант, бухгалтер-ревизор, армянин. Бабушка по отцу — Мария Ивановна Саркисова, домохозяйка, мать семерых или девяти детей, армянка.
Дед по матери — Михаил Яковлевич Калинин, обувщик из Ташкента. Бабушка по матери — Анна Яковлевна Калинина, парикмахер из Ташкента.
Отец — Александр Григорьевич Аллегров (урожд. Саркисов) (15 апреля 1915 — 24 мая 1994) — артист цирка, режиссёр, актёр, заслуженный артист РСФСР и Азербайджанской ССР.
Мать — Серафима Михайловна Сосновская (дев. Калинина) (26 октября 1923 — 12 апреля 2012) — актриса, оперная певица.
Дочь — Лала Владимировна Аллегрова (род. 16 мая 1972) — концертный директор своей матери, режиссёр эстрадных и массовых зрелищ, окончила Российскую академию театрального искусства — режиссёрский факультет (мастерская Алексея Гарнизовa). В ряде песен своей матери выступала как бэк-вокалистка и партнёрша в дуэте.
Внук — Александр Барсегян (род. 28 сентября 1995).
Зять (с 2012) — Артём Артемьев (род. 9 июня 1986), российский самбист и дзюдоист, мастер спорта России международного класса по самбо, тренер, создал и возглавил школу борьбы в г. Видное.

#### Мужья
Первый муж — Георгий Таиров (в браке 1971—1972) — баскетболист из Баку, умер. По словам Аллегровой, брак был ошибкой, она вышла замуж назло своей первой любви, мужа не смогла полюбить и подала на развод, бывший муж обиделся на Аллегрову и с дочкой Лалой не общался.
Второй муж — Владимир Блехер (в браке 1974—1979) — композитор из Луганска, с августа 1973 по май 1974 года руководил ансамблем «Поющие юнги» из Алчевска и играл на клавишных и органе, в 1974 году на гастролях в Баку познакомился с Аллегровой, 31 мая 1974 года у них была помолвка, позже стал художественным руководителем ансамбля «Молодые голоса», в который взял работать солисткой жену. Написал для неё песню «Наводнение», которую она исполнила спустя 30 лет на «Песне года-2013». В 1978 году на конкурсе в Сочи «Молодые голоса» заняли третье место. В 1979 году ансамбль «Молодые голоса» распадается на два коллектива: рок-группу «Круиз» и ансамбль «Факел» (Донецкая филармония) под руководством Блехера, в котором осталась и Ирина Аллегрова, в составе «Факела» были Игорь Крутой, Александр Серов, которые начинали в «Поющих юнгах», ударник Владимир Головчанский из Алчевска, а на бас-гитаре играл Владимир Дубовицкий, в 1983 году, разорвав отношения с Владимиром Блехером, Аллегрова уехала с Дубовицким в Москву; Владимир Блехер с 1982 года по 1983 год был клавишником в ВИА «Голубые гитары».
Третий муж — Владимир Дубовицкий(в браке 1985—1990), род. 25 января 1956 — продюсер, бас-гитарист, клавишник, создал ансамбль «Огни Москвы» (руководителем официально считался член союза композиторов Оскар Фельцман), в 1986 году «Огни Москвы» переименован в «Электроклуб». В 1990 году Аллегрова покинула группу и развелась с В. Дубовицким, женой которого в скором времени стала Татьяна Овсиенко.
Четвёртый муж — Игорь Дмитриевич Капуста (в незарегистрированном браке в 1993—1999, по утверждению Игоря Капусты, до 2001 года) (9 августа 1960 — 15 мая 2018) — окончил Вагановское училище, работал в Ленинградском Мюзик-холле, танцевал в группе «Рецитал» у Аллы Пугачёвой.

## Награды
- 1969 — лауреат Закавказского джазового фестиваля музыкантов-исполнителей, Баку
- 1978 — лауреат II Всесоюзного конкурса песни «Сочи-1978» (в составе ВИА «Молодые голоса»)
- 1987 — премия на конкурсе «Золотой камертон» (дуэт с Игорем Тальковым «Три письма»)
- 1990—1993 — премия «Лучшая певица года» по опросу читателей хит-парада «Звуковой дорожки» (газета «Московский комсомолец»)
- 1994 — премии «Овация» в номинации «Лучшая певица года»
- 1998 — премия «Стопудовый хит» от радио «Хит-FM»
- 2000 — памятный приз имени К. И. Шульженко в рамках фестиваля «Песня года»
- 2002 — Заслуженная артистка Российской Федерации (1 июля 2002 года) — за заслуги в области искусства[52]
- 2002 — медаль «200 лет МВД России»
- 2004 — Почётная грамота Правительства Москвы (3 ноября 2004 года) — за заслуги в развитии отечественного эстрадного искусства и активную общественную деятельность[53][54]
- 2004 — именная звезда на «Площади звёзд» у ГЦКЗ «Россия» в Москве
- 2004 — приз «Золотая струна» премии «Шансон года» за лучший дуэт года (дуэт с Михаилом Шуфутинским)
- 2005 — советник Генерального секретаря ЕврАзЭС по культуре (на общественных началах)
- 2006 — премия «Лучшая певица армянского происхождения» на Национальной премии в области армянского шоу-бизнеса «Анелик-2006»
- 2007 — премия «Золотой граммофон» (дуэт с Григорием Лепсом «Я тебе не верю»)
- 2008 — национальная музыкальная премия «Муз-ТВ» в номинации «Лучший дуэт года» (дуэт с Григорием Лепсом «Я тебе не верю»)
- 2009 — премия «Муза фестиваля» (в рамках Национального фестиваля армянской песни «Ташир-2009») и присвоение статуса Музы для последующих фестивалей «Ташир»
- 2009 — премия за «пожизненный вклад в армянское искусство» на 10-й церемонии вручения музыкальной премии Armenian Music Awards 2009 (Лос-Анджелес)[55]
- 2010 — Народная артистка Российской Федерации (15 января 2010 года) — за большие заслуги в области искусства[3]
- 2010 — специальный приз, «учреждённый на безальтернативной основе в знак признания и уважения» на хит-параде «Звуковая дорожка» («ZD Awards») газеты «Московский комсомолец», номинация «За постоянство и непредсказуемость»[56]
- 2010 — премия «Золотой граммофон» (песня «Не обернусь», авторы: С. Аристов и О. Виор)[57]
- 2012 — премия имени Клавдии Шульженко как лучшей певице года на фестивале «Песня года»[58]
- 2014 — премия первого интерактивного музыкального телеканала Music Box в номинации «Дуэт года» (дуэт со Славой «Первая любовь — любовь последняя»)[59]
- 2014 — премия «Золотой граммофон» в номинации «Лучший дуэт года» («Первая любовь — любовь последняя» со Славой)[60]
- 2014 — премия «Лучшая певица года» на фестивале «Песня года»[61]
- 2015 — золотая медаль Министерства культуры Армении «За значительный вклад в развитие эстрадно-музыкального искусства, а также за укрепление армяно-российских культурных связей»[26][62]
- 2016 — премия «Песня года» (песня «Made in Russia», автор: К. Губин)
- 2018 — премия «Золотой граммофон»
- 2025 — Орден «За заслуги в культуре и искусстве» (10 марта 2025 года) — за вклад в развитие отечественной культуры и искусства, многолетнюю плодотворную деятельность[63]

## Дискография
Студийные альбомы
- 1992 — «Странник мой»
- 1994 — «Суженый мой…»
- 1994 — «Угонщица»
- 1996 — «Я тучи разведу руками»
- 1997 — «Императрица»
- 1998 — «Незаконченный роман»
- 1999 — «Театр…»
- 2001 — «Всё сначала»
- 2002 — «По лезвию любви»
- 2004 — «Пополам» (с М. Шуфутинским)
- 2005 — «С днём рождения!»
- 2007 — «Аллегрова 2007»
- 2010 — «Эксклюзивное издание»
- 2016 — «Перезагрузка. Перерождение»
- 2021 — «В городе серых облаков»

## Фильмография

### Актриса
- 1997 — «Старые песни о главном 2» (музыкальный телефильм) реж. Д. Файзиев — разведённая дама
- 2001 — «Кышкин дом» (ситком, в одной серии) — Снегурочка для взрослых
- 2005 — «Неотложка — 2» (сериал, в одной серии), реж. В. Соколовский — эпизод
- 2005 — «Весёлые картинки» (ситком, в одной серии) — главная роль

### Саундтреки (песни к фильмам)
- 1987 — «Напрасные слова» (1987), из т/с «Следствие ведут ЗнаТоКи». Дело № 20 «Бумеранг», реж. Василий Давидчук; музыка Д. Тухманов, ст. Л. Рубальская
- 1987 — «Мальчик-облако» (1987), из к/ф «Время летать», реж. Алексей Сахаров; муз. Д.Тухманов, ст. Д.Самойлов
- 2007 — «Жизнь-игра» (2006), из сериала «Ангел-хранитель», реж. Бата Недич; муз. В.Тихонов, ст. Л.Швецов
- 2016 — «Время — деньги» (2015), из сериала «Челночницы», реж. Юлия Краснова; муз. и ст. К. Губин

### Документальные фильмы об Ирине Аллегровой и фильмы-концерты
- 1994 — «История любви» (документальный фильм о И. Аллегровой), реж. Г. Скоблова
- 1995 — «Ирина» (документальный фильм о И. Аллегровой), реж. С. Холенёв
- 1996 — «Я тучи разведу руками» (фильм-концерт), реж. С. Кальварский
- 1998 — «Незаконченный роман Ирины Аллегровой» (фильм-концерт), реж. А. Болтенко
- 1999 — «Без названия» (документальный фильм о И. Аллегровой), реж. В. Ткаченко, А. Расторгуев
- 2007 — «Шальная звезда Ирины Аллегровой» (документальный фильм к юбилею И. Аллегровой), реж. И. Голубева
- 2009 — «Ирина Аллегрова. Исповедь несломленной женщины» (фильм-концерт), реж.-постановщик Х. Ларра, реж. концертных номеров А. Першин
- 2012 — «Ирина Аллегрова. Женщина с прошлым» (документальный фильм к юбилею певицы), производство «Красный квадрат», авторы сценария В. Ткаченко, З. Джаубаева, режиссёр В. Ткаченко[64]
- 2012 — «Ирина Аллегрова. По лезвию любви» (документальный фильм к юбилею певицы), производство ООО «Студия 8», автор — М. Ананьев[65]
- 2012 — «Ирина Аллегрова. Ухожу, чтобы остаться» (документальный фильм к юбилею певицы), производство «07 продакшн» (Украина), автор — П. Кулинский[66]
- 2013 — «Моя жизнь — сцена» (документальный фильм), реж. Р. Родин, производство ООО «Кара мьюзик» для телеканала «ТВ Центр»[67]
- 2017 — «Не могу себя жалеть» (документальный фильм к юбилею певицы), реж. В. Пиманова, производство «ЗАО Останкино», 1 канал[68]

### DVD, VHS, video CD, мультимедиа
- 1992 — «Суженый мой» (VHS, видеоклип, приложение к мужскому журналу «Андрей»)
- 1998 — «Я тучи разведу руками» (VHS и video CD, релиз-компании: АРС records, студия Анонс, ДЖЕМ Records)
- 1998 — «Незаконченный роман» (VHS, релиз-компания: АРС records, студия Анонс, ДЖЕМ Records)
- 1998 — «Исповедь» (VHS и video CD, Релиз-компания: студия Анонс, ДЖЕМ Records)
- 2002 — Интерактивное виртуальное интервью (PC CD-ROM/Audio CD, приложение к журналу «Мир звёзд»)
- 2009 — «Исповедь несломленной женщины» (DVD, релиз-компании: ОАО «Телекомпания НТВ», ООО «Си Ди Лэнд Медиа»)

## Санкции
В октябре 2022 года, на фоне вторжения России на Украину, Международная рабочая группа по вопросам санкций Ермака — Макфола включила Аллегрову в список пропагандистов и идеологов войны, которые «создают лживые нарративы в соответствии с политикой Кремля», с предложением введения против неё санкций. Также Аллегрова была внесена ФБК в список коррупционеров и разжигателей войны, с предложением введения против неё международных санкций из-за поддержки российской агрессии против Украины.
7 января 2023 года Аллегрова внесена в санкционные списки Украины «за посещение оккупированных территорий после начала вторжения, участие в пропагандистских концертах, публичную поддержку войны и режима Путина».
3 февраля 2023 года внесена в санкционный список Канады «российских агентов дезинформации» как причастная к распространению российской дезинформации и пропаганды.

## Факты
- Своим первым учителем музыки и эстрадного вокала считает М. Магомаева, который не раз бывал в доме Аллегровых в Баку во время гастролей[79].
- В начале 1990-х Аллегрова подрабатывала тем, что пекла на дому торты, пирожные и другие сладости[80].